# Psycho III
 Psycho III (Psycho III:The Most Shocking Of Them All) è un film del 1986 diretto da Anthony Perkins.
È il terzo episodio della saga cinematografica Psycho iniziata nel 1960 con il capolavoro di Alfred Hitchcock con Anthony Perkins, Janet Leigh, Vera Miles e John Gavin, è il seguito del secondo capitolo della saga ed è stato poi seguito dal film televisivo Psycho IV (1990), che conclude la saga.

## Trama
Norman Bates, dopo gli eventi del film precedente, torna ad occuparsi del suo motel in cui alloggiano subito 2 persone: Dwane Duke, un musicista rock squattrinato che Norman assume come portiere del motel, e Maureen Coyle, ex suora in preda a una crisi depressiva. Verso quest'ultima Norman prova simpatia, ricambiato. 
Quando scompare la direttrice di un ristorante, Emma Pool, e la giornalista Tracy, Maureen è convinta che Norman sia implicato, così inizia a tenerlo d'occhio, insieme a Dwane. Nel motel giungono alcuni giocatori di baseball con le rispettive ragazze e Norman si sente attratto da una di queste. Nelle vesti della madre, ucciderà lei e un'altra ragazza che ha passato la notte con Dwane. Anche Maureen ha l'impressione di essere in pericolo e, in preda da una crisi mistica, tenta il suicidio ma Norman la salverà chiamando l'ambulanza. 
Nel frattempo, Dwane scopre che la madre di Norman in realtà è morta e decide di trascinare il cadavere imbalsamato in una stanza dove vorrebbe attirare Norman e ricattarlo, ma questi si difende e nel corpo della madre uccide il giovane. Maureen, rendendosi conto di amare davvero Norman, vorrebbe aiutarlo a guarire, così lo porta all'ospedale psichiatrico mentendo al personale che il loro ex paziente è impazzito nuovamente, ma lo psichiatra si rifiuta dicendo che Norman era stato ufficialmente dichiarato curato.
Nonostante sappia ormai della sua sorte, Maureen torna a trovare Norman al motel. Quest'ultimo le dice che da lì in poi cercherà di essere più normale prendendola per mano, ma in quell'istante sente la voce della madre e si gira di scatto facendo cadere Maureen per le scale; quest'ultima muore infilzata al collo dalla punta del manico della porta. 
Sconvolto e infuriato, Norman si ribella ai suoi istinti e accoltella il cadavere imbalsamato della madre 3 volte, come giusta vendetta per la cruenta natura a cui l'ha esposto ormai da anni. 
Lo sceriffo, testimone dell'omicidio di Maureen, viene a prendere Norman al motel per arrestarlo e gli dice che stavolta non uscirà più di prigione, ma Norman è contento perché sa che, lontano da casa in eterno, la madre non potrà più tormentare la sua mente facendolo impazzire.

## Produzione
Anthony Perkins, che s'assunse anche la responsabilità della regia, decise di tornare con questo terzo capitolo alle atmosfere dello Psyco originale, distaccandosi quindi dalle situazioni splatter del precedente Psycho II (1983). Il regista cercò inoltre di convincere la Universal a girare il film in bianco e nero, ma la casa di produzione si oppose.
Il budget del film è stato di 8,4 milioni di dollari.
Nella parte della "madre" di Bates compare lo stuntman Kurt Paul, ma nella scena finale, quando Norman è vestito da donna, è Perkins a interpretarla. Kurt Paul ha interpretato Norman Bates nel film TV Il motel della paura.
Perkins voleva che l'attore Jeff Fahey apparisse completamente nudo nella scena dell'incontro fra Duke e Red, ma lui rifiutò perché non si sentiva a suo agio davanti alla macchina da presa.
Le riprese si svolsero nel complesso degli Universal Studios tra il 28 giugno e il 10 settembre 1985.
Il film uscì nei cinema statunitensi il 2 luglio 1986 e in quelli italiani il 24 luglio.